# Pseuderanthemum bracteatum
Pseuderanthemum bracteatum är en akantusväxtart som beskrevs av Imlay. Pseuderanthemum bracteatum ingår i släktet Pseuderanthemum och familjen akantusväxter. Inga underarter finns listade i Catalogue of Life.